# Diocese de Cornélio Procópio
A Diocese de Cornélio Procópio (Dioecesis Procopiensis) é uma circunscrição eclesiástica da Igreja Católica com sede na cidade de Cornélio Procópio, no norte pioneiro do estado do Paraná.

## História

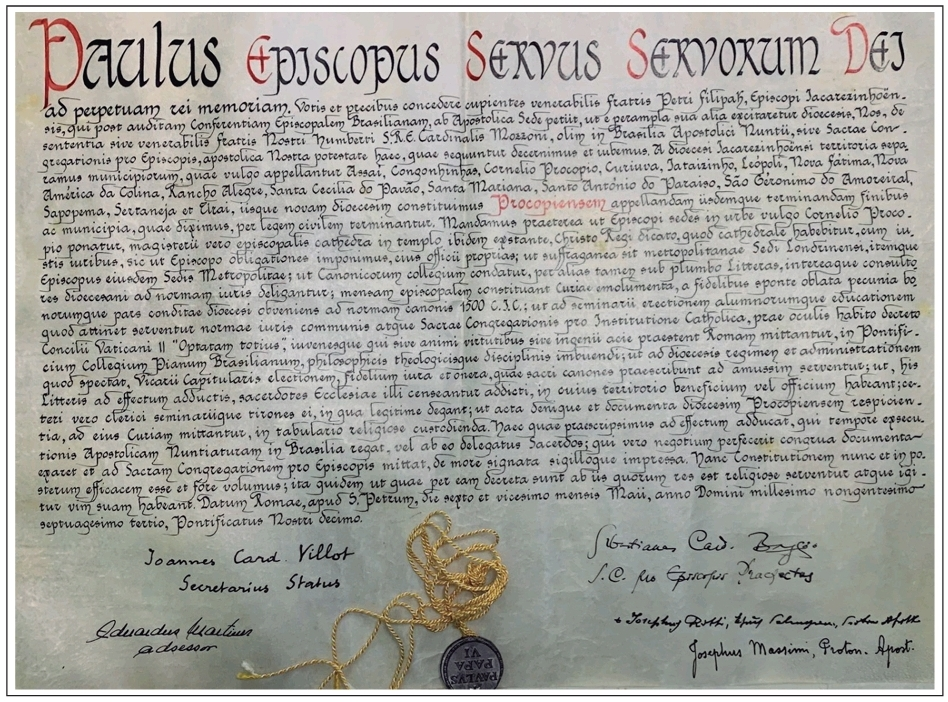
Bula Pontifícia Votis et Precibus do Papa São Paulo VI, pela qual cria a Diocese de Cornélio Procópio.

Esta diocese foi criada no pontificado do Papa São Paulo VI, por meio da bula papal Votis et Precibus (Atendendo votos e preces), no dia 26 de maio de 1973, desmembrando-se da Diocese de Jacarezinho. A instalação da nova circunscrição eclesiástica ocorreu no dia 13 de outubro de 1973, juntamente com a entrada solene (posse) de seu primeiro bispo diocesano, Dom José Joaquim Gonçalves.

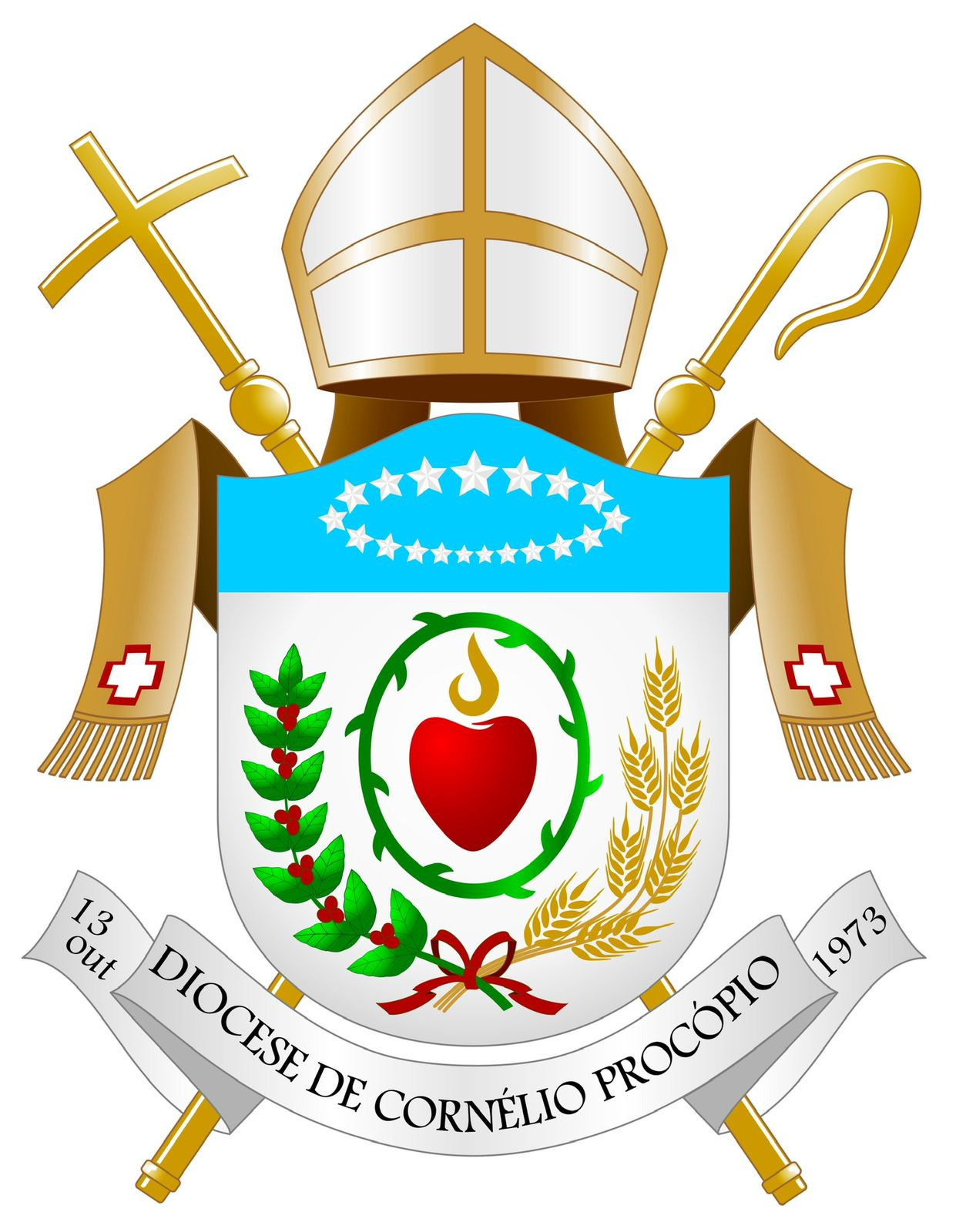
Brasão Eclesiástico da Diocese de Cornélio Procópio.

No dia 6 de novembro de 1978, atendendo ao pedido de Dom José Joaquim Gonçalves, em Letras Apostólicas o Papa São João Paulo II concedeu aos fiéis da Diocese de Cornélio Procópio venerarem a Bem-Aventura Virgem Maria como padroeira diocesana sob o título "Imaculado Coração da Bem-Aventurada Virgem Maria".

## Bispos
| #  | Nome                               | Período   | Notas                      |
| -- | ---------------------------------- | --------- | -------------------------- |
| 5º | Marcos José dos Santos             | 2022-     | Atual                      |
| 4º | Manoel João Francisco              | 2014-2022 | Bispo emérito              |
| 3º | Getúlio Teixeira Guimarães, S.V.D. | 1984-2014 |                            |
| 2º | Domingos Gabriel Wisniewski, C.M.  | 1979-1983 | Nomeado Bispo de Apucarana |
| 1º | José Joaquim Gonçalves             | 1973-1979 |                            |